# هتل مخفی من
هتل مخفی من (کره‌ای: 마이 시크릿 호텔; لاتین‌نویسی اصلاح‌شده: Mai Sikeurit Hotel) یک مجموعهٔ تلویزیونی کره جنوبی سال ۲۰۱۴ در ژانر معمایی-کمدی رمانتیک با بازی یو این-نا، جین یی-هان، نام گونگ مین و لی یونگ-اون است. این مجموعه از ۱۸ اوت تا ۱۴ اکتبر ۲۰۱۴، روزهای دوشنبه و سه‌شنبه ساعت ۲۳:۰۰ (کی‌اس‌تی) از تی‌وی‌ان برای ۱۶ قسمت پخش شد.

## بازیگران

### اصلی
- یو این-نا در نقش نام سانگ-هیو[۳]
- جین یی-هان در نقش گو هه-یونگ
- نام گونگ مین در نقش جو سونگ-گیوم[۴]
- لی یونگ-اون در نقش یو اون-جو